# Ken McKenzie Trophy (CHL)
Die Ken McKenzie Trophy war der Name von Eishockeytrophäen, die in den beiden nach dem Zweiten Weltkrieg veranstalteten Eishockey-Ligen namens Central Hockey League (CHL) jährlich an herausragende Spieler verliehen wurden. Im Rahmen der von 1963 bis 1984 ausgetragenen Central Hockey League wurde die Trophäe an den Rookie des Jahres verliehen. Bei der Wiederbelebung der Liga von 1992 bis 2014 wurde auch die Trophäe wieder eingeführt, nun aber und nur bis 2003 an den Spieler vergeben, der im Verlauf der regulären Saison die meisten Scorerpunkte gesammelt hatte.
Die Auszeichnung ist seit der Spielzeit 1977/78 nach Ken McKenzie, einem kanadischen Journalisten und Gründer der The-Hockey-News-Fachzeitschrift, benannt. Zuvor firmierte sich unter dem Titel CHL Rookie of the Year. Nach der Saison 2002/03 erfolgte keine weitere Verleihung der Auszeichnung. Stattdessen wurde der Joe Burton Award eingeführt.

## Gewinner (1992–2003)
| Jahr    | Spieler         | Team                                  | Punkte |
| ------- | --------------- | ------------------------------------- | ------ |
| 2002/03 | Don Parsons     | Memphis RiverKings                    | 106    |
| 2001/02 | Dan Price       | Austin Ice Bats                       | 97     |
| 2000/01 | Yvan Corbin     | Indianapolis Ice                      | 129    |
| 1999/00 | Yvan Corbin     | Indianapolis Ice                      | 127    |
| 1999/00 | Chris MacKenzie | Indianapolis Ice                      | 127    |
| 1998/99 | Derek Grant     | Memphis RiverKings                    | 123    |
| 1997/98 | Luc Beausoleil  | Tulsa Oilers                          | 127    |
| 1996/97 | Trevor Jobe     | Columbus Cottonmouths/Wichita Thunder | 134    |
| 1995/96 | Brian Shantz    | San Antonio Iguanas                   | 139    |
| 1994/95 | Brian Shantz    | San Antonio Iguanas                   | 119    |
| 1993/94 | Paul Jackson    | Wichita Thunder                       | 135    |
| 1992/93 | Sylvain Fleury  | Oklahoma City Blazers                 | 101    |

## Gewinner (1963–1984)
| Jahr                    | Spieler             | Team                    |                     |
| Ken McKenzie Trophy     | Ken McKenzie Trophy | Ken McKenzie Trophy     | Ken McKenzie Trophy |
| ----------------------- | ------------------- | ----------------------- | ------------------- |
| 1983/84                 | Scott MacLeod       | Salt Lake Golden Eagles |                     |
| 1982/83                 | Larry Floyd         | Wichita Wind            |                     |
| 1981/82                 | Bob Francis         | Oklahoma City Stars     |                     |
| 1980/81                 | Roland Melanson     | Indianapolis Checkers   |                     |
| 1979/80                 | Joe Mullen          | Salt Lake Golden Eagles |                     |
| 1978/79                 | Mike Eaves          | Oklahoma City Stars     |                     |
| 1977/78                 | Glen Hanlon         | Tulsa Oilers            |                     |
| CHL Rookie of the Year  |                     |                         |                     |
| 1976/77                 | Bernie Federko      | Kansas City Blues       |                     |
| 1975/76                 | Brad Gasshoff       | Tulsa Oilers            |                     |
| 1974/75                 | Guy Chouinard       | Omaha Knights           |                     |
| 1973/74                 | Claire Alexander    | Oklahoma City Blazers   |                     |
| 1972/73                 | Mike Veisor         | Dallas Black Hawks      |                     |
| 1971/72                 | Tom Williams        | Omaha Knights           |                     |
| 1970/71                 | Mike Murphy         | Omaha Knights           |                     |
| 1969/70                 | André Dupont        | Omaha Knights           |                     |
| 1968/69                 | Steve Atkinson      | Oklahoma City Blazers   |                     |
| CPHL Rookie of the Year |                     |                         |                     |
| 1967/68                 | Jim Lorentz         | Oklahoma City Blazers   |                     |
| 1966/67                 | Serge Savard        | Houston Apollos         |                     |
| 1965/66                 | Doug Roberts        | Memphis Wings           |                     |
| 1964/65                 | Mike Walton         | Tulsa Oilers            |                     |
| 1963/64                 | Garry Peters        | Omaha Knights           |                     |
| 1963/64                 | Poul Popiel         | St. Louis Braves        |                     |